# Termen
Termen je obec v okrese Brig v kantonu Valais ve Švýcarsku. Žije zde 946 obyvatel.

## Geografie
Obec se nachází na náhorní plošině východně od města Brig. Tvoří ji hlavní obec Termen, vesnice Hasel a z'Matt a lyžařské středisko Rosswald.
Rozloha Termenu v roce 2011 činila 18,8 km². Z této plochy je 42,2 % využíváno pro zemědělské účely a 27,2 % je zalesněno. Ze zbytku půdy je 3,3 % zastavěno (budovy nebo silnice) a 27,4 % tvoří neproduktivní půda.

## Historie
Ve 13. století se Termen odtrhl od původní farnosti Naters. Původ názvu obce „Termen“ není zcela jasný. Vzhledem k tomu, že se v obci nacházejí také minerální prameny, je možný římský původ názvu (z Thermen). Představitelný je také římský vliv, nejpravděpodobnější je však odvození od latinského terminus („konec“), a to vzhledem k zeměpisné poloze. Poprvé zmiňován jako obec je Termen v roce 1349, a v 16. století jsou doložena měšťanská práva.
Již v roce 1500 stála v místech dnešní návsi kaple. V letech 1911–1913 byl pod vedením architekta Kalbermattena ze Sionu postaven současný farní kostel, jehož patronem je svatý Josef. V listopadu 1913 jej vysvětil biskup Julius Mauritius Abbet. Loď je podepřena žulovými sloupy z oblasti Simplonu a je postavena v novorománském slohu. Kromě farního kostela se ve farnosti nachází dalších pět kaplí.
V dřívějších dobách se zde těžilo velké množství nadzemní i podzemní břidlice na střechy domů. Od roku 2008 zde společnost Pearlwater, výrobní družstvo skupiny Coop, stáčí minerální vodu SWISS ALPINA s obsahem vápníku, která vzniká na půdě Termenu. Roční objem činí kolem 10 milionů lahví minerální vody.

## Obyvatelstvo

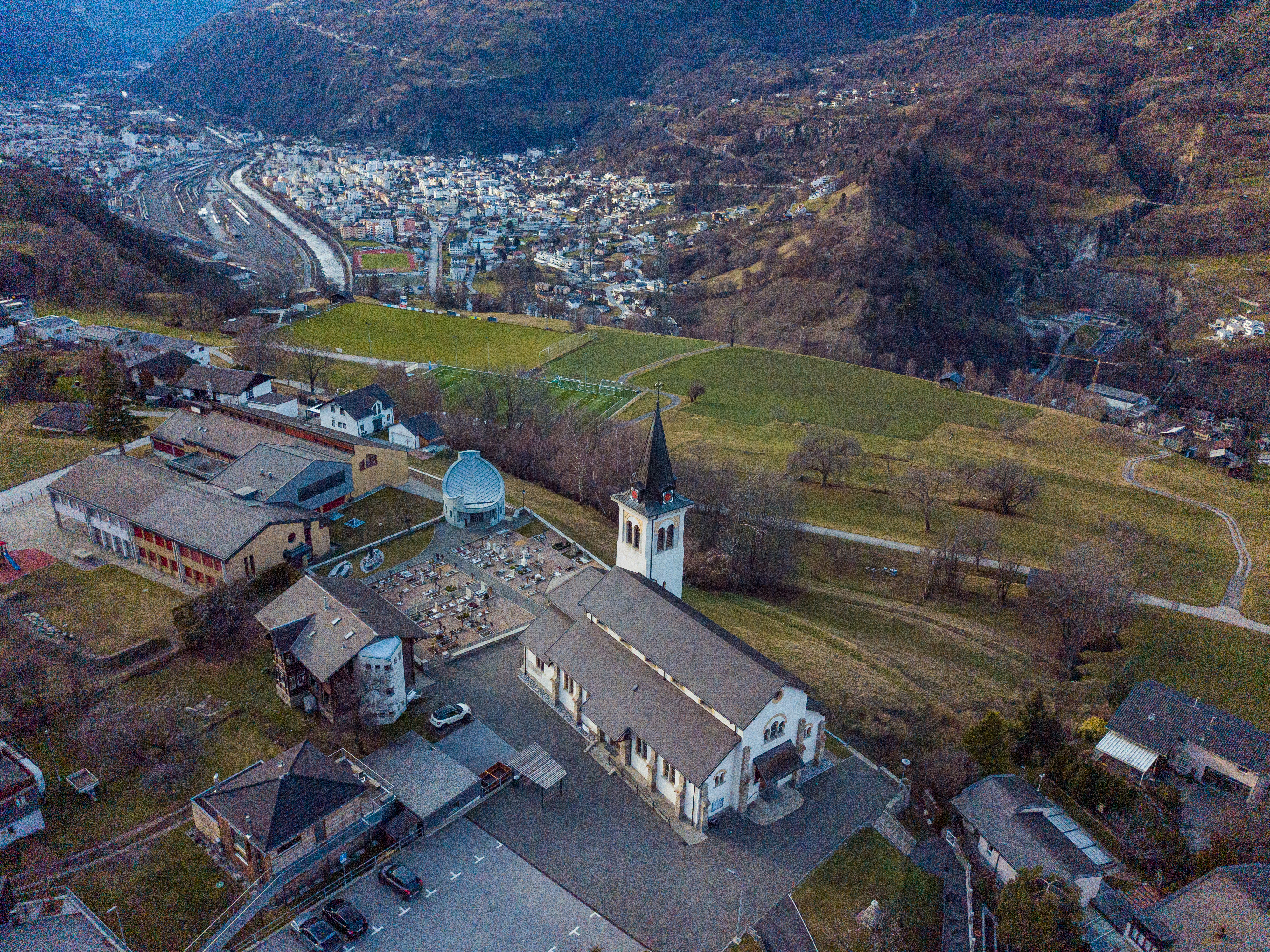
Kostel v obci

| Vývoj počtu obyvatel | Vývoj počtu obyvatel | Vývoj počtu obyvatel | Vývoj počtu obyvatel | Vývoj počtu obyvatel | Vývoj počtu obyvatel | Vývoj počtu obyvatel | Vývoj počtu obyvatel | Vývoj počtu obyvatel | Vývoj počtu obyvatel |
| -------------------- | -------------------- | -------------------- | -------------------- | -------------------- | -------------------- | -------------------- | -------------------- | -------------------- | -------------------- |
| Rok                  | 1798                 | 1850                 | 1900                 | 1950                 | 2000                 | 2010                 | 2012                 | 2014                 | 2016                 |
| Počet obyvatel       | 279                  | 304                  | 427                  | 437                  | 781                  | 863                  | 858                  | 877                  | 891                  |

## Doprava
Obec leží na kantonální hlavní silnici 9S přes Simplonský průsmyk, která plynule navazuje na dálnici A9.
Nejbližší železniční stanice se nachází v Brigu (Matterhorn Gotthard Bahn, bývalá Furka-Oberalp-Bahn, a SBB).